# Аксбом, Свен
Свен Аксбом (швед. Sven Axbom; 15 октября 1926[…], Кимстад, Эстергётланд — 8 апреля 2006, Гуллабу, Кальмар) — шведский футболист, нападающий. Легенда «Норрчёпинга»

## Карьера

### Клубная карьера
Всю свою карьеру провёл в шведском «Норрчёпинге», сыграв за него 167 матчей в лиге.

### Выступление за сборную
За сборную Швеции сыграл 31 матчей. Был включен в сборную на чемпионат мира 1958, где сборная дошла до финала, но уступила сборной Бразилии (2:5).

## Достижения
- Чемпион Швеции: 1945, 1946, 1947, 1948, 1952, 1956, 1957, 1960